# Iryna Heraszczenko (polityk)
Iryna Wołodymyriwna Heraszczenko, ukr. Ірина Володимирівна Геращенко (ur. 15 maja 1971 w Czerkasach) – ukraińska dziennikarka i polityk, deputowana do Rady Najwyższej Ukrainy i jej pierwsza wiceprzewodnicząca w VIII kadencji.

## Życiorys
W 1993 ukończyła dziennikarstwo na Uniwersytecie Kijowskim. Pracowała jako dziennikarka m.in. w prywatnej telewizji Inter. Od 2005 do 2006 zatrudniona w administracji prezydenta Wiktora Juszczenki jako jego sekretarz prasowy. Następnie do 2007 kierowała agencją informacyjną UNIAN.
W 2007 po raz pierwszy uzyskała mandat poselski z listy Naszej Ukrainy – Ludowej Samoobrony. W 2012 z powodzeniem ubiegała się o reelekcję z listy partii Witalija Kłyczki UDAR. W 2014 prezydent Petro Poroszenko ustanowił ją swoim przedstawicielem w przygotowaniu planu pokojowego dla wschodnich obszarów Ukrainy. W tym samym roku Iryna Heraszczenko jako kandydatka współtworzonej przez UDAR listy prezydenckiej została wybrana do Rady Najwyższej VIII kadencji. W 2016 objęła funkcję pierwszej wiceprzewodniczącej ukraińskiego parlamentu. W 2019 utrzymała mandat na kolejną kadencję.